# Bacillariophytina
A Bacillariophytina a sárgásmoszatok Diatomeae csoportjának kládja.

## Történet
A Bacillariophytinát a középpontosan szimmetrikus kovamoszatokat alkotó Coscinodiscophytinával együtt hozták létre Medlin és Kaszmarska 2004-ben.

## Genetika
A Thalassiosira pseudonana eredeti magi genomja 35,6 Mbp hosszú volt 2170 folytonos szakasszal 1271 scaffoldban. Optikai korlátozásos helyhozzárendelés ez utóbbiak mintegy 90%-át24 kromoszómához rendelte. Bowler  et al. ezzel szemben a T. pseudonana genomját 32,4 Mbp hosszúnak találták, 115 folytonos szakasszal 64 scaffoldban, melyek az Armbrust  et al. által leírt 24 kromoszómának feleltek meg. Ezzel szemben a Phaeodactylum tricornutum genomja 27,4 Mbp hosszúnak bizonyult, 179 folytonos szakasza volt 33 kromoszómányi scaffoldban.
Bár csak 172 millió évvel ezelőtt vált el a két faj, a T. pseudonanával a P. tricornutum génjeinek csak mintegy kb. 57%-a bizonyult közösnek ezekben az elemzésekben. Filloramo  et al. 2021-ben 8 korábban ismeretlen gént találtak a korábban ismert 11 673 felett, míg a P. tricornutumban 1931-et a korábban ismert 10 402 felett, ezenkívül 4818, illetve 2686 további gént előrejeleztek.
A P. tricornutum diploid.

## Filogenetika
A Bacillariophytina az alábbi nagy kládokra osztható:
- Bacillariophytina
  - Mediophyceae
    - Chaetocerotophycidae
    - Lithodesmiophycidae
    - Thalassiosirophycidae
    - Cymatosirophycidae
    - Odontellophycidae
    - Chrysanthemodiscophycidae

  - Biddulphiophyceae
    - Biddulphiophycidae
    - Attheya

  - Bacillariophyceae
    - Striatellaceae
    - ?Urneidophycidae
    - Fragilariophycidae
    - Bacillariophycidae

A Mediophyceae osztályt korábban valószínű parafiletikus csoportnak tartották a Bacillariophyceae kládra nézve.:42

## Életciklus
Egyes fajok övsávjai kellően nagyok, hogy lehetővé tegyék az új csövek régiekkel azonos méretét, bár azok az elődsejt héjában keletkeznek, de a legtöbb faj új csövei kisebbek az elődök csöveinél az övsáv vastagságának kétszeresével, így mitózissorozat esetén az átlagos csőméretek fokozatosan csökkennek, végül a populáció a legnagyobb sejtméretek helyreállása hiányában kihal. Ezért az életciklus az ivartalan mellett ivaros szaporodást is tartalmaz, ahol a helyreállítást általában az utóbbi után keletkező auxospóra végzi. Szaporodása izogám.:35
Izogám fajaiban a „forgó” ivarsejtek amőboidok, és nincs ostoruk, míg oogám fajaiban a petesejt nem mozog, a hímivarsejt 1 ostorral rendelkezik.

## Morfológia
A Bacillariophytina a korábban – például Round  et al. 1990-es rendszertanában – a Coscinodiscophyceae csoportba sorolt, de Medlin és Kaczmarska 2004-es rendszertanában a Mediophyceae kládba sorolt középpontos szimmetriájú kovamoszatokat és a tollszerű – transzverzális bordázottsággal, pórussorokkal és ezeket összefogó longitudinális középvonallal rendelkező – Bacillariophyceae osztályt tartalmazza.
Két sor masztigonéma van egyik ostorán.
Csövei általában nyújtottak vagy két- vagy többpólusú szerkezetet alkotnak, mely az auxospóra anizometrikus bővülésével alakul ki, melyet a sávszerű perizónium korlátoz. A Thalassiosirales nem rendelkezik perizóniummal, azt valószínűleg másodlagosan vesztette el.:42
Általában 1 vagy több kloroplasztisza van, ritkán nincs plasztisza.
A Fragilariophycidae hímivarsejtjei amőboidok, vagy nem ostorszerű mozgó kiemelkedésekkkel rendelkeznek.

### Szerveződés
Láncot vagy kolóniát képezhet, de vannak egysejtű fajai is: például a Mediophyceae osztályon belül a Chaetocerotophycidae többnyire láncképző, a Lithodesmiophycidae vegyesen rendelkezik egysejtű és láncképző fajokkal, a Thalassiosirophycidae láncképző fajait kitinfonalak tartják össze, kolóniaképző fajai lapokat alkotnak, de vannak egysejtű fajai is. A Cymatosirophycidae kis sejtekből álló érzékeny láncait a csöveken lévő tüskék, az Odontellophycidae nagy sejtekből álló erős láncait nyálkalapok tartják össze, de ismertek egysejtű fajaik is. A Chrysanthemodiscophycidae szintén láncokat alkothat, de vannak egysejtű fajai is.
A Biddulphiophycidae az Odontellophycidae kládhoz hasonlóan nagy sejtekből álló, nyálkalapok által összetartott erős láncokat alkot, míg az Attheya érzékeny egysejtű.
A Bacillariophyceae kládban szintén mindhárom szerveződés megtalálható.

## Élőhely
Szabadon él, ezenkívül biofilmet képez műanyagokon vagy üvegen: Oberbeckmann  et al. például polietilén-tereftaláton mutatták ki. Édes- és sós vízben egyaránt megtalálható.
A tengerek mellett tavakban is megtalálható: Európa legrégebbi édesvizű tavában, az Ohridi-tóban például 184 endemikus, többnyire bentikus faja volt ismert 2020-ban. A Coscinodiscophytinával szemben, mely a tóból kihalt a csökkenő tápanyagszint miatt, a Bacillariophytina fennmaradt.

## Életmód
Egyes fajai obligát fototrófok, azonban aktív rendszertani egységeik megtalálhatók mélytengerben is.

## Evolúció
A Bacillariophytina 250 millió évvel ezelőtt alakult ki, és nem volt 2006-ban ismert ennél gyorsabb evolúciójú klád. Plasztiszai vörösmoszatokból származnak.